# Amine Gülşe
Amine Gülşe Özil (ur. 30 kwietnia 1993 w Göteborgu) – turecka modelka i aktorka. Miss Turcji 2014.

## Życiorys
Urodzona 30 kwietnia 1993 w Göteborgu, od 2013 roku mieszka na stałe w Stambule. Matka Aminy pochodzi z Izmiru, a jej ojciec jest irackim Turkmenem z Kirkuku w Iraku. Ma brata o imieniu Şahan. Ukończyła Międzynarodową Szkołę Wyższą w Regionie Göteborgu. Zna 4 języki: angielski, hiszpański, szwedzki, turecki.
W 2014 roku została Miss Turcji.
Z zawodu jest modelką. W 2014 roku wystąpiła gościnnie w serialu Medcezir, a po raz pierwszy zagrała główną rolę w serialu Tylko z tobą w 2015 roku. Ponadto w 2017 roku zagrała w İkisini de Sevdim.

## Życie prywatne
7 czerwca 2019 roku wyszła za mąż za piłkarza Mesuta Özil. Mają dwie córki.

## Filmografia
| Rok       | Tytuł            | Rola      |
| --------- | ---------------- | --------- |
| 2014      | Medcezir         | Ona sama  |
| 2015-2016 | Tylko z tobą     | Nur Kozan |
| 2017      | İkisinide Sevdim | Suna      |